# Parabacteroides
Genre
Espèces de rang inférieur
- Parabacteroides distasonis, espèce type
- Parabacteroides goldsteinii
- Parabacteroides merdae

Parabacteroides est un  genre de bactérie à Gram négatif auparavant inclus dans le groupe de bactéries du genre Bacteroides résistantes à la bile. Parabacteroides fait partie de l'ordre des Bacteroidales et du phylum Bacteroidota.

## Historique
Dans le genre Bacteroides plusieurs espèces dont Bacteroides distasonis faisaient partie d'un groupe de bactéries dites «groupe Bacteroides fragilis» résistantes à la bile. Cette espèce, décrite en 1933 a été reclassée comme Parabacteroides distasonis à la suite de l'analyse de sa séquence de l'ARNr 16S et a donné naissance au genre Parabacteroides.

## Taxonomie

### Étymologie
L'étymologie du genre Parabacteroides est la suivante : Gr. pref. para-, à côté de; N.L. masc. n. Bacteroides, un nom de genre bactérien; N.L. masc. n. Parabacteroides, qui ressemble aux Bacteroides,.

### Classification Phylogénique
Des bactéries du groupe résistant à la bile identifiées comme des Bacteroides ont présenté une meilleure similarité de séquence de l'ARNr 16S avec l'espèce Tannerella forsythensis (près de 90%) contre seulement 82% (environ) avec les autres espèces de Bacteroides et environ 84% avec un groupe de Porphyromonas. L'analyse phylogénique qui en a été déduite a positionné les trois bactéries de ce groupe (Bacteroides distasonis, B. goldsteinii et B. merdae ) dans un même clade plus proche des genres Tannerella et Porphyromonas que de Bacteroides. Ce genre a d'abord été classé dans la famille Bacteroidaceae puis à partir de 2010 proposé pour être dans celle des Porphyromonadaceae. En 2016, Parabacteroides est reclassé dans la famille des Tannerellaceae, l'ordre des Bacteroidales, la classe des Bacteroidia et dans le phylum Bacteroidota.

### Liste des espèces
Selon la LPSN (21 février 2023), le genre Parabacteroides comprend 11 espèces publiées de manière valide.
- Parabacteroides acidifaciens Wang et al. 2019
- Parabacteroides chartae Tan et al. 2012
- Parabacteroides chinchillae Kitahara et al. 2013
- Parabacteroides chongii Kim et al. 2019
- Parabacteroides distasonis (Eggerth and Gagnon 1933) Sakamoto and Benno 2006
- Parabacteroides faecis Sakamoto et al. 2015
- Parabacteroides goldsteinii (Song et al. 2006) Sakamoto and Benno 2006
- Parabacteroides gordonii Sakamoto et al. 2009
- Parabacteroides hominis Liu et al. 2022
- Parabacteroides johnsonii Sakamoto et al. 2007
- Parabacteroides merdae (Johnson et al. 1986) Sakamoto and Benno 2006

## Description
Les bactéries du genre Parabacteroides sont des bacilles à Gram négatif non mobiles anaérobies strictes,. Ces bactéries ne forment pas de spores. Ce genre comprend des bactéries catalase positives et est négative pour les tests uréase et de liquéfaction de la gélatine. 

## Habitat
Les bactéries du genre Parabacteroides sont fréquemment isolées dans les fèces humaines où l'espèce Parabactéeroides distasonis est l'une des plus communément identifiées. Des souches de ce genre bactérien peuvent être identifiées dans des échantillons cliniques.